# (36051) 1999 RO19
1999 أر أو 19 (ويعرف أيضًا باسم (36051) 1999 أر أو 19 وفق تسمية الكوكب الصغير) (بالإنجليزية: 1999 RO19)‏؛ هو كويكب ضمن حزام الكويكبات.
اكتُشف هذا الجُرم الفلكي بواسطة بحث لنكولن عن الكويكبات القريبة من الأرض في 7 سبتمبر 1999، وترتيبه 36051 من حيث الاكتشاف.

## الوصف
اكتُشف 360511999RO في 7 سبتمبر 1999 في مرصد ماغدالينا ريدج، الواقع في مقاطعة سوكورو، نيومكسيكو في الولايات المتحدة، بواسطة مشروع بحث لنكولن عن الكويكبات القريبة من الأرض (بالإنجليزية: Lincoln Near-Earth Asteroid Research)‏ LINEAR. وقد رصد المشروع 1,550 مشاهدة للكويكب إلى غاية 8 أكتوبر 2021 بتوقيت منطقة المحيط الهادئ، أي في مدة قدرها 8,531 يومًا (23.4 عام). تستغرق الفترة المدارية للكويكب 1,650 يومًا (4.5 عام).

## الخصائص المدارية
يتميز مدار هذا الكويكب بنصف محور رئيسي يبلغ 2.74 وحدة فلكية، وحضيض قدره 2.25 وحدة فلكية، وانحراف قدره 0.177 وزاوية ميلان 2.5 درجة بالنسبة لمسار الشمس. بسبب هذه الخصائص، أي نصف المحور الرئيسي بين 2 و3.2 وحدة فلكية وحضيض أكبر من 1,666 وحدة فلكية، يُصنف هذا الجُرم الفلكي وفقًا لقاعدة بيانات مختبر الدفع النفاث لأجرام النظام الشمسي الصغيرة كائنًا من حزام الكويكبات الرئيسي.

## الخصائص الفيزيائية
يُقدر القدر المطلق (H) لـ360511999RO بـ14.66 ووضاءته بـ0.137، مما يمكِّن تقدير قطره بـ 4.736كم. استُخلصت هذه النتائج بفضل ملاحظات مستكشف الأشعة تحت الحمراء عريض المجال (WISE)، وهو مرصد فضائي أمريكي وُضع في المدار في عام 2009 ويراقب السماء بأكملها بالأشعة تحت الحمراء، في عام 2011، نُشرت النتائج الأولى المتعلقة بالكويكبات من الحزام الرئيسي.

## وصلات خارجية
- (36051) 1999 RO19 في قاعدة بيانات مختبر الدفع النفاث لأجرام النظام الشمسي الصغيرة

- الاكتشاف · مخطط المدار ·  العناصر المدارية · المعلمات المادية

- (36051) 1999 RO19 على موقع ويكي سكاي: DSS2, SDSS, GALEX, IRAS, Hydrogen α, X-Ray, Astrophoto, Sky Map, Articles and images